# Герасименко, Василий Филиппович
Василий Филиппович Герасименко (24 апреля 1900, Великая Буромка, Полтавская губерния — 13 февраля 1961, Киев) — советский военачальник, в годы Великой Отечественной войны командовал армиями, генерал-лейтенант (1940). Первый и единственный нарком обороны Украинской ССР (1944-45).

## Биография
Василий Филиппович Герасименко родился 24 апреля 1900 года в селе Великая Буромка ныне Чернобаевского района Черкасской области Украины. Украинец. В 1912 году окончил сельскую школу, затем — двухклассное училище в Екатеринодаре.
В Красной Армии с февраля 1918 года, один из самых первых вступивших в неё добровольцев. Активный участник Гражданской войны в России: красноармеец 1-го Революционного полка, красноармеец 292-го стрелкового полка 33-й Кубанской стрелковой дивизии, начальник пулемётного расчёта, помощник командира взвода. Воевал на Южном фронте, был дважды ранен в боях и один раз контужен. После выздоровления с февраля 1920 года командовал взводом 1-го караульного полка Донского областного военкомата, с июля 1920 — командовал взводом Ростовского караульного батальона.
После Гражданской войны остался на службе в Красной Армии. В 1922 году окончил дивизионные курсы комсостава при 37-й стрелковой дивизии. С мая 1921 года служил в 110-м стрелковом полку: командир взвода, с августа 1922 — начальник пулемётной команды, с сентября 1924 — помощник командира батальона, с ноября 1926 — командир пулемётной роты, с ноября 1927 года — помощник командира батальона. При этом также и учился, в 1927 году окончил Объединённую военную школу имени ЦИК БССР в Минске, в 1931 году — Военную академию РККА имени М. В. Фрунзе.
С мая 1931 года — начальник оперативной части штаба 3-й Крымской стрелковой дивизии, начальник оперативной части штаба Новоград-Волынского укреплённого района. С декабря 1934 года был начальником штаба 44-й Киевской стрелковой дивизии, с апреля 1936 — начальник штаба 95-й стрелковой дивизии (обе дивизии в составе Киевского военного округа). С августа 1937 года — командир 8-го стрелкового корпуса в том же округе. С июля 1938 года — заместитель командующего войсками Киевского Особого военного округа.
В июне-июле 1940 года командовал 5-й армией Южного фронта, во главе которой участвовал в вводе советских войск в Бессарабию в июне-июле 1940 года. С июля 1940 года — командующий войсками Приволжского военного округа.
В начале Великой Отечественной войны Василий Филиппович назначен командующим 21-й армией, которая формировалась на базе войск Приволжского ВО, с ней прибыл на Западный фронт. 14 июля 1941 года сменил на посту командующего 13-й армией Западного фронта раненого генерал-лейтенанта Ремезова Ф. Н. К тому моменту 13-я армия участвовала в Смоленском сражении и вела тяжёлые бои со 2-й танковой группой вермахта.
В конце июля направлен в распоряжение Наркомата обороны СССР. В сентябре 1941 года назначен начальником тыла Резервного фронта, в октябре — помощником начальника Тыла Красной Армии. С ноября 1941 года — командующий войсками Сталинградского военного округа.
С сентября 1942 года по декабрь 1943 года генерал-лейтенант Герасименко командовал 28-й армией на Юго-Восточном, Сталинградском и Южном (с января 1943) фронтах. За это время армия принимала участие в Сталинградской битве, Миусской, Ростовской, Донбасской и Мелитопольской операциях.

«Сегодня, 14 февраля, сломав упорное сопротивление противника, наши войска овладели городом Ростов-на-Дону. В боях за Ростов отличились войска генерал-лейтенанта товарища Герасименко В. Ф.»— Из сводки Информбюро за 14 февраля 1943 года
В январе 1944 года назначен командующим войсками Харьковского военного округа, а в марте — народным комиссаром обороны Украинской ССР и командующим войсками Киевского военного округа.
После войны с октября 1945 года — заместитель командующего войсками Прибалтийского военного округа, с января 1947 — помощником командующего по строевой части в этом округе, с мая 1949 года — помощник командующего войсками ПрибВО по военно-учебным заведениям. С сентября 1953 года в отставке.
Избирался депутатом Верховного Совета СССР 1-го созыва (1937—1946).
Василий Филиппович Герасименко скончался 13 февраля 1961 года в Киеве. Похоронен на Лукьяновском военном кладбище Киева.

## Воинские звания
- Полковник (29.11.1935)
- Комбриг (8.08.1937)[1]
- Комдив (23.07.1938)[2]
- Комкор (4.11.1939)[3]
- Генерал-лейтенант (4.06.1940)[4]

## Награды
- 2 ордена Ленина (22.02.1941, 21.02.1945)[5]
- 4 ордена Красного Знамени (22.02.1938, 17.09.1943, 3.11.1944, 24.06.1948)
- Орден Суворова 1-й степени (14.02.1943)
- Орден Кутузова 2-й степени (28.01.1943)[6]
- медали СССР

## Память
В честь военачальника названы улицы в городах: Астрахань, Ростов-на-Дону и Элиста, а также муниципальное бюджетное общеобразовательное учреждение города Ростова-на-Дону «Лицей № 56 имени генерал-лейтенанта Герасименко В.Ф.».